# أحمد محمد علي (دراج)
أحمد محمد علي (1995  م) هو دراج ليبي.

## روابط خارجية
- أحمد محمد علي على موقع أرشيف الدراجات (الإنجليزية)
- أحمد محمد علي على موقع إحصائيات الدراجات الإحترافية (الإنجليزية)
- أحمد محمد علي على موقع CycleBase (الإنجليزية)